# Pierre-Jean Ronarc'h
Ne doit pas être confondu avec Pierre Alexis Ronarc'h.
Pierre-Jean Ronarc'h est un amiral français de la Seconde Guerre mondiale, né le 26 novembre 1892 à Port-Louis (Morbihan) et mort le 5 décembre 1960 à Paris.

## Biographie
Pierre-Jean Ronarc'h est le neveu de l'amiral Pierre Alexis Ronarc'h (1865-1940) commandant de la brigade de fusiliers marins qui s'est illustré sur le front de l'Yser en 1914 et 1915 gagnant la Course à la mer puis qui est devenu chef d'état-major de la Marine après guerre.
Pierre-Jean Ronarc'h est entré à l'École navale en 1910. En novembre 1914, il est affecté à la brigade de fusiliers marins comme officier d'ordonnance avec le grade d'enseigne de vaisseau. Il fait partie de l'état-major commandé par son oncle avec lequel il combattit en Belgique.
Au cours de sa carrière, il est nommé commandant en second du croiseur Strasbourg en 1937 puis commandant du croiseur Montcalm avant de recevoir le commandement du cuirassé Jean Bart alors en construction à Saint-Nazaire.
Au début de la Seconde Guerre mondiale, en juin 1940 alors que la construction du navire s'achevait mais que les Allemands approchaient de la ville, Pierre-Jean Ronarc'h réussit à sortir le navire du port malgré quelques difficultés. Les troupes allemandes arrivèrent à Saint-Nazaire quelques heures seulement après le départ du bâtiment. Le cuirassé est rejoint en mer par d'autres bâtiments qui l'escortent, il subit quelques bombardements allemands, puis après quelques incidents en haute mer, il parvient à Casablanca au Maroc le 22 juin 1940 et il y restera jusqu'au débarquement américain de novembre 1942 qui le mettra hors de combat.
Ronarc'h est nommé contre-amiral en 1941 à Casablanca. Fin novembre 1942, la marine française en Afrique du Nord reprend le combat aux côtés des Alliés et il commande alors la Marine française au Maroc de 1942 à 1944.
C'est à ce titre que, par exemple, le vendredi 10 mars 1944, il participe à l'inauguration des locaux de l'Union des évadés de France par M. Gueydon, représentant personnel d'Henri Frenay, commissaire aux prisonniers, déportés et réfugiés du Comité français de libération nationale. L'Office français d'information cinématographique filme l'événement.
Vice-amiral en 1944, il a sous ses ordres les Forces françaises en Méditerranée à la fin de la guerre et est commandant de la Marine française en Algérie à partir de 1947. En 1951, il est commandant en chef des forces maritimes françaises en Méditerranée et prend sa retraite l'année suivante.
Il meurt le 5 décembre 1960, à 68 ans, à l'hôpital militaire du Val-de-Grâce à Paris. Il est enterré à Port-Louis dans le Morbihan.

## Décorations
- Grand officier de la Légion d'honneur (17 mars 1949)[4]
- Croix de guerre 1914–1918, étoile de bronze
- Croix de guerre 1939–1945
- Chevalier de l'ordre du Mérite maritime[1]
- Médaille d'honneur de l'éducation physique (or)
- Legion of Merit (Commander) (Usa)[1]
- Ordre de l'Empire britannique à titre militaire (honorary knight commander) (Grande-Bretagne)[1]
- Officier de l'ordre du Ouissam alaouite (Maroc)
- Officier de l'Ordre de l'Étoile noire (Bénin)
- Chevalier de l'ordre de la Couronne (Belgique)
- Croix de guerre (Belgique)